# Porroprisma

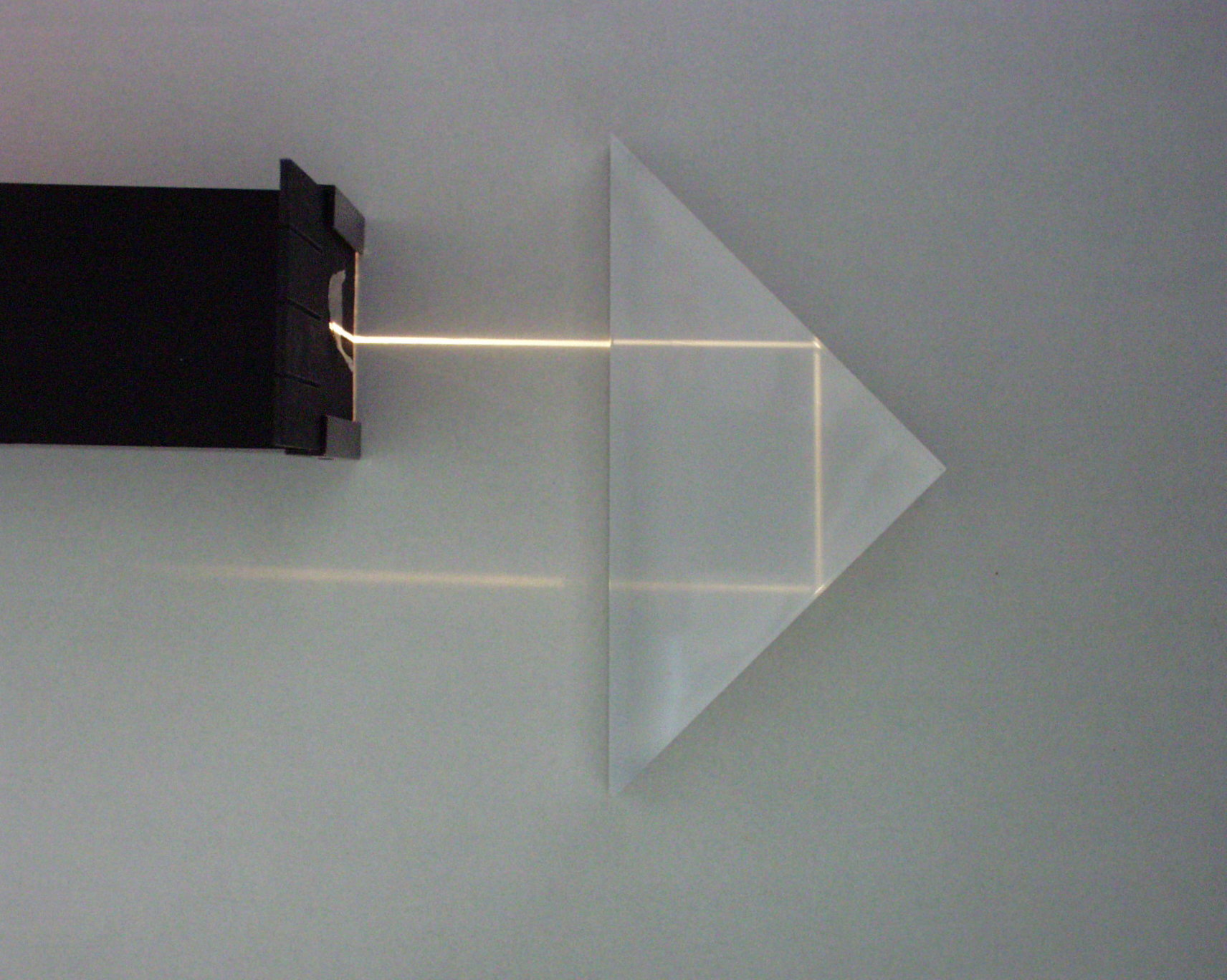
Lichtomkering door totale reflectie in elk van de beide porroprisma’s

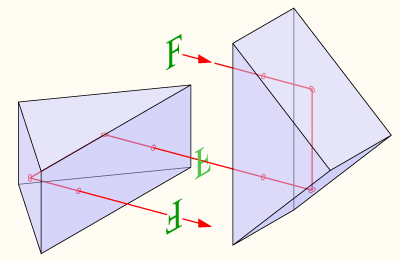
Dubbel porroprisma

Porroprisma’s zijn de klassieke omkeerprisma’s in een traditionele verrekijker. Ze zijn genoemd naar hun Italiaanse uitvinder, Ignazio Porro (1801-1875), die er in 1854 een octrooi voor aanvroeg.
Deze prisma’s, waarvan er steeds twee samen worden gebruikt, draaien het beeldveld over 180° om de kijkrichting, zodat een verrekijker van het Kepler-type een rechtopstaand en niet-spiegelverkeerd beeld levert.
Een monoculaire verrekijker, en iedere helft van een binoculaire verrekijker, bevat twee porroprisma’s, die beide door middel van totale reflectie de stralengang tweemaal over 90° spiegelen. Het tweede prisma spiegelt het licht weer in de oorspronkelijke richting. De beide prisma’s staan tegenover elkaar, maar zijn 90° ten opzichte van elkaar gedraaid.  Daardoor draait elk van hen de stralengang om – het ene verwisselt links en rechts, het andere onder en boven – waardoor het beeld nu rechtop en niet-spiegelverkeerd staat.
Verder zijn er drie neveneffecten:
1. Door het „opvouwen” van de stralengang wordt de lengte van de verrekijker aanzienlijk beperkt (ca. 60%).
2. De afstand tussen de beide objectieven wordt groter, waardoor het ruimtelijk zicht merkbaar verbetert, hoewel het wat moeilijker wordt om nabij te zien.
3. Door de grotere afstand tussen de objectieven kunnen deze ook een grotere diameter hebben zonder dat problemen ontstaan bij het instellen op de oogafstand. Deze instelling is eenvoudig uit te voeren door de beide helften van de kijker om een gezamenlijke as te laten scharnieren. De grotere objectiefdiameter levert een grotere lichtsterkte op.

De porroprisma’s ondervinden tegenwoordig concurrentie van de dakkantprisma’s, een bijzondere variant van een pentaprisma. Deze maken een slankere vorm van de verrekijker mogelijk, maar zijn constructief ingewikkelder.